# Willem Hendrik van Panhuys
Willem Hendrik van Panhuys (Maastricht, 5 december 1734 – Maastricht, 23 januari 1808) was een Nederlands politicus en bestuurder van patriotse signatuur. Hij was onder andere schepen, commissaris-instructeur en vice-burgemeester van Maastricht, en rentmeester van Staats-Overmaas. Nadat hij in 1770 het kasteel Haeren in Voerendaal had verworven, noemde hij zich 'heer van Haeren'. In 1783 werd hij toegelaten tot de Ridderschap van het Land van Valkenburg.

## Levensloop

### Afstamming, opleiding en vroege carrière
Willem Hendrik stamde uit het protestantse magistratengeslacht Van Panhuys, waarvan leden gedurende enkele generaties belangrijke posities in het Luiks-Limburgse Maasland bekleedden. Hij was een zoon van mr. Hendrik Æmilius van Panhuys (1694-1789) en Josina Æmelia Chatvelt (1705-1786). Zijn vader was schepen en commissaris-instructeur van Maastricht, schout van Cadier en luitenant-drossaard van het Staatse deel van het Land van Valkenburg. Zijn oudere broer Huybert Æmilius van Panhuys (1730-1793) was eveneens schepen van Maastricht, daarnaast schepen van Itteren en Meerssenhoven, en luitenant-drossaard en luitenant-stadhouder van de Landen van Dalhem en 's-Hertogenrade.

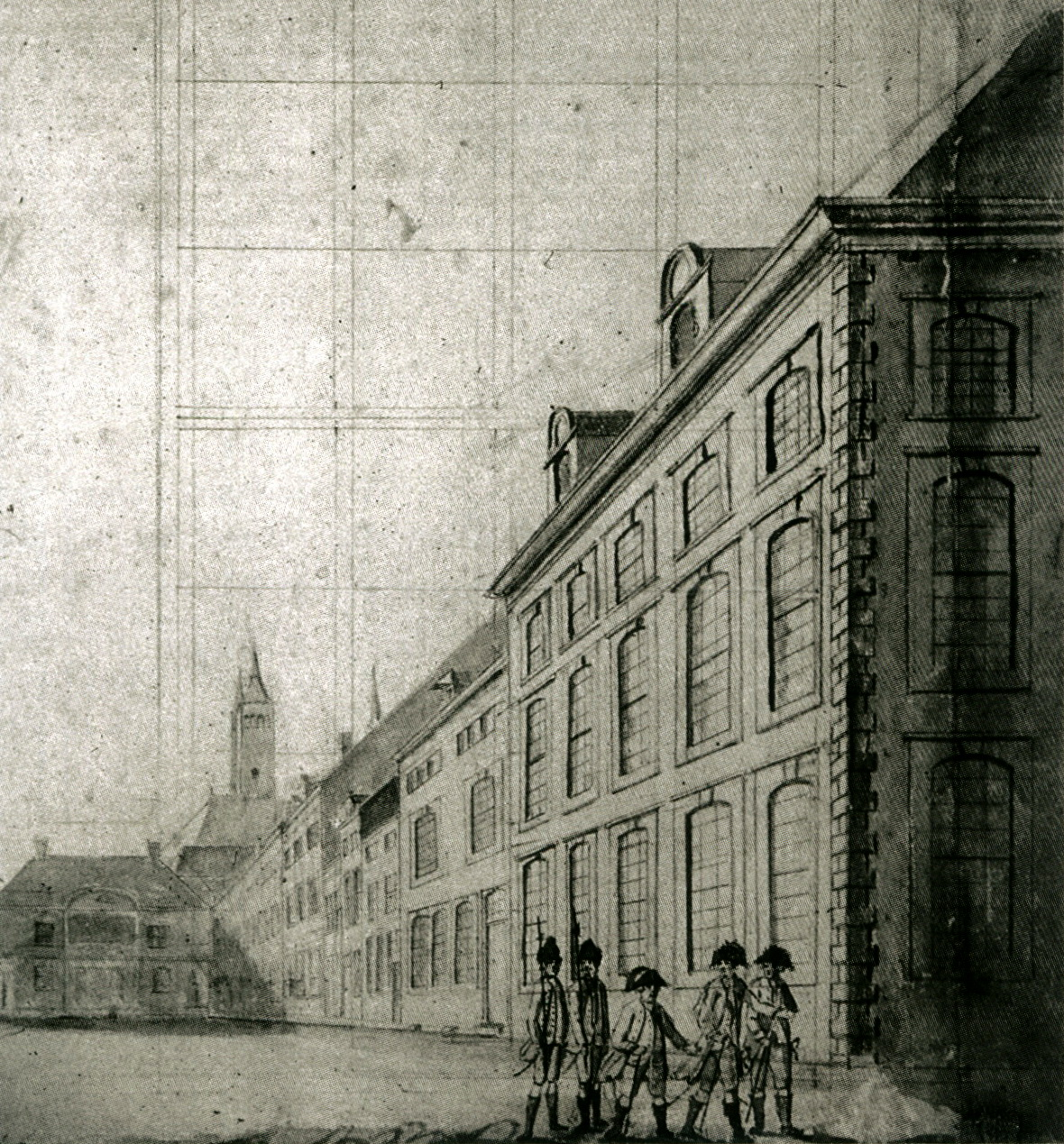
Noordwesthoek van het Vrijthof met rechts de Groote Sociëteit, ca. 1800

Willem Hendrik van Panhuys groeide op in Maastricht en studeerde net als zijn vader en zijn broer rechten aan de Universiteit van Leiden, waar hij op 2 juli 1755 promoveerde op de these De querela inofficiosi testamenti. Zijn eerste belangrijke bestuursfunctie was in 1763 die van landsadvocaat voor het Staatse deel van het Land van 's-Hertogenrade (Rode), een benoeming die hij mogelijk te danken had aan zijn broer, die daar luitenant-drossaard was. Vijf jaar later werd hij ook landsadvocaat van Staats-Valkenburg, waar zijn vader luitenant drossaard was. In de periode 1766-1774 was hij driemaal Brabants schepen en eenmaal gezworene van Maastricht, telkens voor een periode van twee jaar.
Van Panhuys was in 1760 getrouwd met de negentienjarige Brabantse Angela Cornelia Orizandt. Het eerste jaar woonde het jonge paar in bij de ouders in Maastricht. Waar ze daarna woonden is niet bekend. Vanaf 1781 bewoonde het gezin een huis in de deftige Bredestraat. Aan het einde van zijn leven bezat hij een huis aan de Rue Courte, nr. 868, tegenwoordig Cortenstraat 3-5. In 1770 kocht hij van de Akens-Vaalser lakenfabrikant Johann Arnold von Clermont (1728-1795) – waar hij 25 jaar later aan geparenteerd zou raken – het kasteel Haeren in Voerendaal. Na restauratie werd dit het buitenverblijf van de familie, vooral in de zomermaanden. Omdat Haeren een riddermatig goed was, noemde hij zich daarna 'heer van Haeren'.
Van Panhuys was in 1760 een van de oprichters, en van 1760-1766 de eerste secretaris van de Groote Sociëteit aan het Vrijthof, een herensociëteit waarvan de leden toen merendeels tot de protestantse bestuurlijke elite van Maastricht behoorden. Zoals veel leden van de sociëteit was hij vrijmetselaar. Hij was secretaris van 'La Constance' (ca. 1750-1814), de vroegste loge in Maastricht, gevestigd in de herberg 'De Windmolen', hoek Grote Staat - Dominicanerkerkstraat.

### Rentmeester en andere functies
In 1770, het jaar waarin hij Haeren verwierf, werd hij benoemd tot Staats rentmeester en ontvanger-generaal der domeinen in de drie Landen van Overmaas, een functie die hij toen al twee jaar uitoefende als vervanger van zijn voorganger Pierre d'Aulbonne. Als rentmeester was hij verantwoordelijk voor de administratie van het onroerend goed en de invordering van alle inkomsten waarop de Staten-Generaal krachtens het Partagetraktaat uit 1661 recht hadden. Daaronder bevonden zich ook geconfisqueerde goederen van rooms-katholieke instellingen. Tevens adviseerde hij de Raad van State, onder andere met betrekking tot de benoeming en bezoldiging van pastoors in Heerlen en Voerendaal.

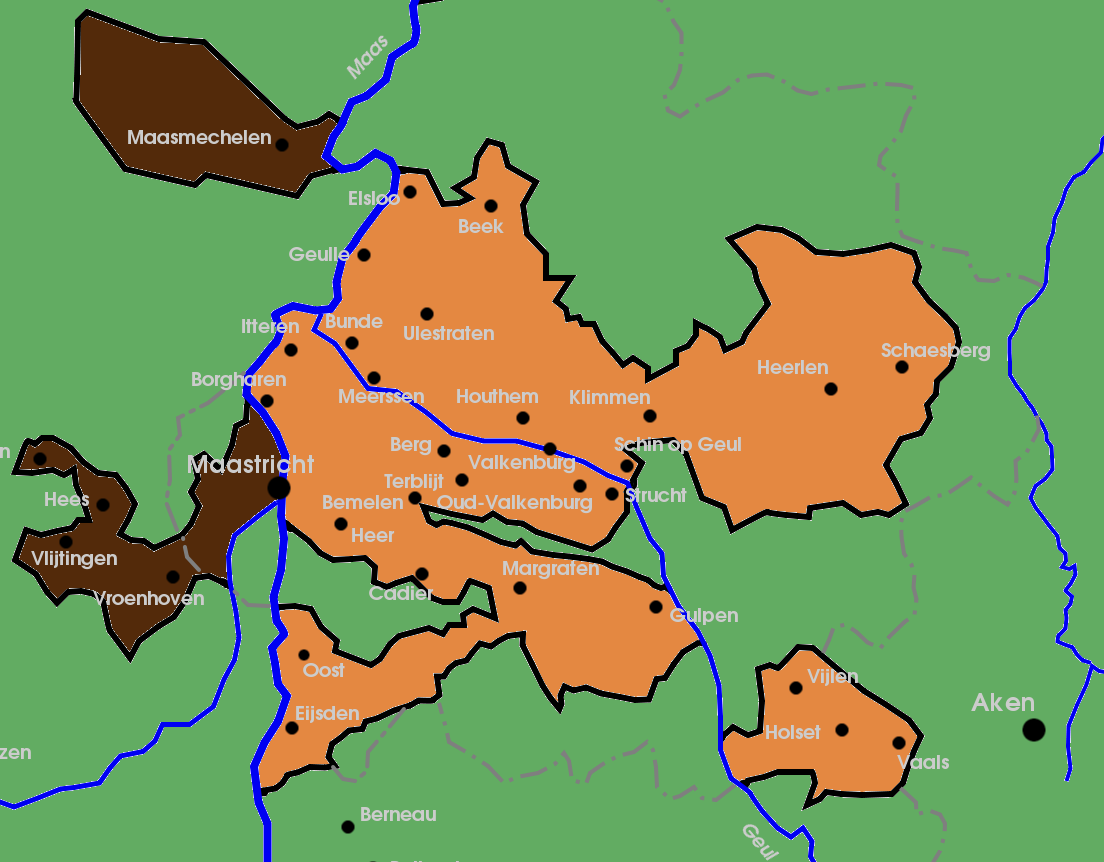
Staats-Overmaas (oranje) na 1785

In deze functie was hij in 1785 medeverantwoordelijk voor de totstandkoming en uitvoering van een deel van het in dat jaar gesloten Verdrag van Fontainebleau, met name de bepalingen die betrekking hadden op de uitruil van grondgebied in de Landen van Overmaas tussen de Oostenrijkse Nederlanden en de Republiek der Zeven Verenigde Nederlanden. Zo nam hij op 13 juli 1786 in de pastorie van Schaesberg de eed van trouw af van de leden van de rechterlijke macht van de heerlijkheid Schaesberg, een van de gebieden die Staats waren geworden. Moeilijkheden deden zich voor in Elsloo, waar verzet was tegen de inbezitneming door de Staten-Generaal, omdat Elsloo een vrije rijksheerlijkheid zou zijn. Van Panhuys wilde op 26 juli 1786 de heerlijkheid met geweld innemen, daarbij gesteund door 120 man van het Maastrichtse garnizoen, maar de Staten-Generaal stonden dat niet toe. De controverse eindigde in juridisch gesteggel, dat zich voortsleepte tot de komst van de Fransen in 1794, waardoor de zaak irrelevant werd.
In 1773 volgde hij zijn 79-jarige vader op als commissaris-instructeur van Brabantse (Staatse) zijde in het tweeherige Maastricht. De vier commissarissen-instructeurs, twee van Luikse en twee van Brabantse zijde, hielden zich in Maastricht onder andere bezig met het voorbereiden van civiele rechtszaken in hoger beroep, waarin dan door de tweejaarlijks langskomende commissarissen-deciseurs van Luikse en Brabantse zijde zou worden beslist. Zij hielden tevens toezicht op het stadsbestuur. Het was een eervolle positie, aangezien de benoeming voor het leven was en alleen de voornaamste en meest ervaren bestuurders in aanmerking kwamen. Drie jaar later volgde hij zijn broer op als schout van het Land van Dalhem.

### De 'zaak van de rentmeester'

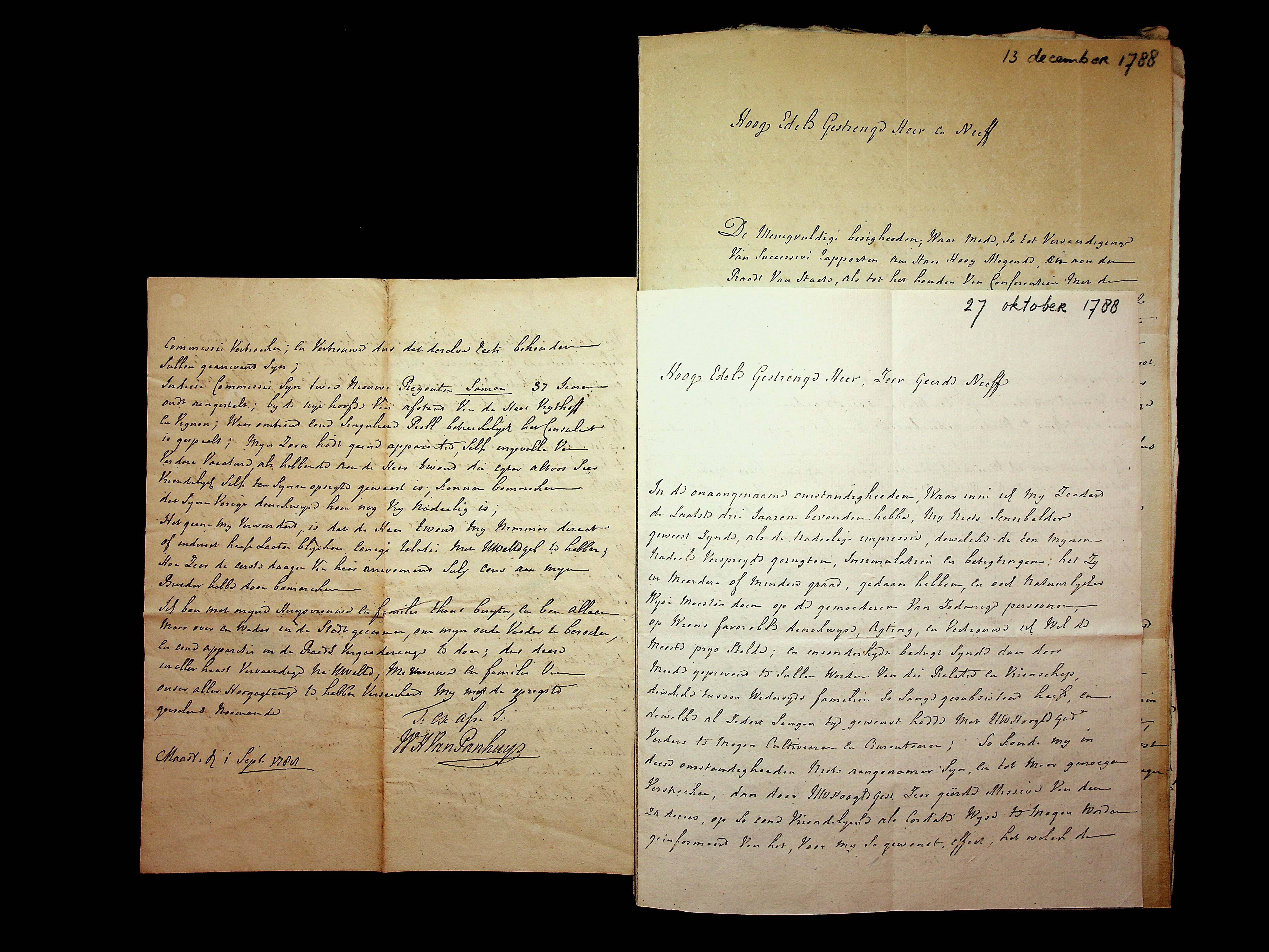
Briefwisseling tussen Van Panhuys en Van Oldenbarneveld (1788), onderdeel van het uit 15 pakken papier bestaande dossier 'Van Panhuys vs. Van Slijpe' bij de Raad van Brabant in Den Haag (BHIC, Den Bosch)

De patriot Van Panhuys was in zijn functie van commissaris-instructeur van Maastricht al eerder in botsing gekomen met de orangistische vice-hoogschout van Maastricht, Jan Hubert van Slijpe (1732-1791). Tegen Van Slijpe liep sinds maart 1785 een onderzoek op last van de Staten-Generaal naar vermeende contacten met de door de patriotten gehate en met vervroegd pensioen gestuurde hertog van Brunswijk (1718-1788), die jarenlang een grote invloed op de zwakke prins van Oranje had uitgeoefend. De onderzoekscommissie werd geleid door de procureur-generaal van de Staatse Raad van Brabant in Den Haag, Van Oldenbarneveld genaamd Witte Tullingh, een (ver) familielid van Van Panhuys, die hij geacht werd bij het onderzoek te ondersteunen. Bij dit onderzoek tekende zich duidelijk de tegenstelling tussen patriotten en orangisten af, maar tot een vervolging kwam het (nog) niet.
Drie jaar later kwam Van Slijpe opnieuw in opspraak in een zaak die Van Panhuys direct aanging en bekend geworden is als de 'zaak van de rentmeester'. Van Slijpe zou met enkele medestanders, waaronder luitenant-kolonel Jan Anthony Christiaan de Salve de Bruneton, notaris Johan Hendrik Rooth, de luitenant-schout van Heerlen Jan Willem Heldevier en de secretaris van de schepenbank van Valkenburg Abraham Jacob de Jacobi, lasterpraatjes hebben verspreid die Van Panhuys afschilderden als patriot. Deze voelde zich in zijn eer aangetast, ontkende de aantijgingen en diende een officiële klacht in. Hij loofde tevens een beloning uit voor degene die zou aantonen, dat hij niet de waarheid sprak. Van Slijpe zou toen, via tussenpersonen, twee boeren hebben betaald om een valse getuigenis af te leggen over Van Panhuys. Ze zouden met eigen ogen hebben gezien, dat deze op zijn kasteel Haeren de ex-kolonel Seuillard de Leefdaal te logeren had, een veroordeelde en verbannen patriot. Deze nieuwe lasterpraatjes leidden in het voorjaar van 1789 tot een hernieuwd onderzoek naar Van Slijpe. Hij werd op eigen verzoek ontslagen als vice-hoogschout en met enkele medestanders ter berechting overgebracht naar Den Haag. Van Slijpe overleed in 1791 in gevangenschap. De andere betrokkenen werden in 1792 veroordeeld en verbannen, waarbij de boeren eerst gegeseld en gebrandmerkt werden.

### Na de komst van de Fransen
Na het mislukte beleg van Maastricht in 1793 en voorafgaand aan de hernieuwde opmars van de Franse revolutionaire troepen in 1794, volgde Van Panhuys het voorbeeld van veel andere welgestelde Maaslanders en vluchtte hij eind september 1794 naar het noorden. Met zijn gezin verbleef hij enkele maanden in Leiden, waar zijn zoon Johan Cornelis studeerde. Drie maanden na de inname van Maastricht achtte hij de situatie veilig genoeg om terug te gaan. Door de inlijving van Maastricht en de Landen van Overmaas bij Frankrijk werd het leven van Van Panhuys, zoals dat van zovelen, op zijn kop gezet. Hij verloor in één klap al zijn functies en privileges. De oude feodale instellingen werden opgeheven en nieuwe bestuurders, veelal Fransen of Fransgezinden, namen de plaats in van de oude regentenfamilies.
Een goede vriend van Van Panhuys, Charles Clément Roemers (1747-1838), nam een sleutelpositie in bij de invoering van het nieuwe staatsbestel en benaderde diverse oude vrienden – merendeels vrijmetselaars – voor deelname daaraan, maar Van Panhuys nam aanvankelijk een afwachtende houding aan. Pas in 1796 accepteerde hij de functie van rechter. Op 22 januari 1798 legde hij de verplichte eed van haat jegens het koningschap af. Van 7 augustus 1801 tot 22 oktober 1803 was hij adjoint, vice-burgemeester van Maastricht. Ook was hij lid van de Société d'agriculture. Zijn oudste zoon Johan Cornelis was van 1801 tot 1814 het enige lokale lid van de conseil de préfecture, een soort Provinciale Staten. Deze behoorde in 1811 tot de rijkste inwoners van het departement Nedermaas, onder andere door het opkopen van  'zwart goed', voormalig kerkelijk of adellijk onroerend goed. Ook zijn vader had zich daarin niet onbetuigd gelaten: op 14 november 1799 kocht hij, samen met zijn zoon, drie pachthoeven in Posterholt en Vlodrop met in totaal 178 hectare land. Daarvan kocht hijzelf 137 ha; zijn zoon de overige 41 ha.
Van Panhuys' echtgenote overleed in 1806. Hijzelf overleed twee jaar later op 73-jarige leeftijd. Beiden werden begraven in de door hem gebouwde grafkelder bij kasteel Haeren.

## Huwelijk en nakomelingschap
Willem Hendrik van Panhuys trad op 23 juni 1760 te Oisterwijk in het huwelijk met Angela Cornelia Orizandt (1740-1806), dochter van Jan Engelbert Orizandt en Cornelia van Gils. Het echtpaar kreeg elf kinderen, waarvan er vijf jong overleden.
1. Hendrik Aemilus van Panhuys (1761-1763)
2. Jeanne Emilie Cornelie van Panhuys (1763-1780)
3. Emilie Henriette van Panhuys (1764-1769)
4. Agneta Henriette van Panhuys (1765-1780)
5. Jhr. mr. Johan Cornelis van Panhuys (1766-1849), jurist, heer van Haeren, Bongert en Damerscheidt, drossaard van de Landen van Rolduc ('s-Hertogenrade) en Dalhem, lid Gedeputeerde Staten van Limburg, in 1815 geadeld, gehuwd met 1. Christiane Eleonora von Clermont (1769-1796), dochter van Johann Arnold von Clermont, en 2. Marie Sophie Delwarde (1772-1844), uit het 1e huwelijk: 1 kind (als zuigeling overleden), uit het 2e huwelijk: 10 kinderen
6. Jeanne Elisabeth Guillemin van Panhuys (1767-1837), gehuwd met haar neef Frans van Panhuys (1776-1848)
7. Adriane Wilhelmina Angela van Panhuys (1769-1846), gehuwd met Frederik Ferdinand Hendrik Arnold Godfried von Emminghaus gezegd Frederking (1771-1826), erfde (een deel van) het huis aan de Cortenstraat (zie hieronder)
8. Theodora Agneta Sabina van Panhuys (1770-1770)
9. Jhr. mr. Isaac Lodewijk van Panhuys (1771-1828), jurist, gemeentesecretaris van Den Haag, gehuwd met Sara Constantia de Beveren (1778-1811), 4 kinderen
10. Hendrik Emelius van Panhuys (1773-1796), militair, ongehuwd
11. Willem Frederic van Panhuys (1775-?), jurist, rechter in Batavia, gehuwd met Lucia Heldevier (1778-?), minstens 4 kinderen

Twee zonen, Johan Cornelis en Isaac Lodewijk, werden geadeld. Tot de nakomelingen van Isaac behoren onder anderen het Tweede Kamerlid jhr. Constantijn Arnoud Ernest Adrien van Panhuys (1811-1895) en de burgemeester jhr. Louis Constant van Panhuys (1869-1949).

## Nalatenschap

### Onroerend erfgoed
Van het geboortehuis van Van Panhuys en de huizen die hij met zijn gezin in Maastricht bewoonde, zijn geen nadere gegevens bekend. Alleen van het in 1807 in zijn testament als domicilie vermelde pand aan de Cortenstraat nrs. 3-5 staat vast dat het aan Van Panhuys toebehoorde. Het dubbele woonhuis uit de zeventiende eeuw is op een onbekend tijdstip gesplitst en is sinds 1966 een rijksmonument. In het interieur is onder andere een trap met houtsnijwerk in Lodewijk XV-stijl bewaard gebleven.

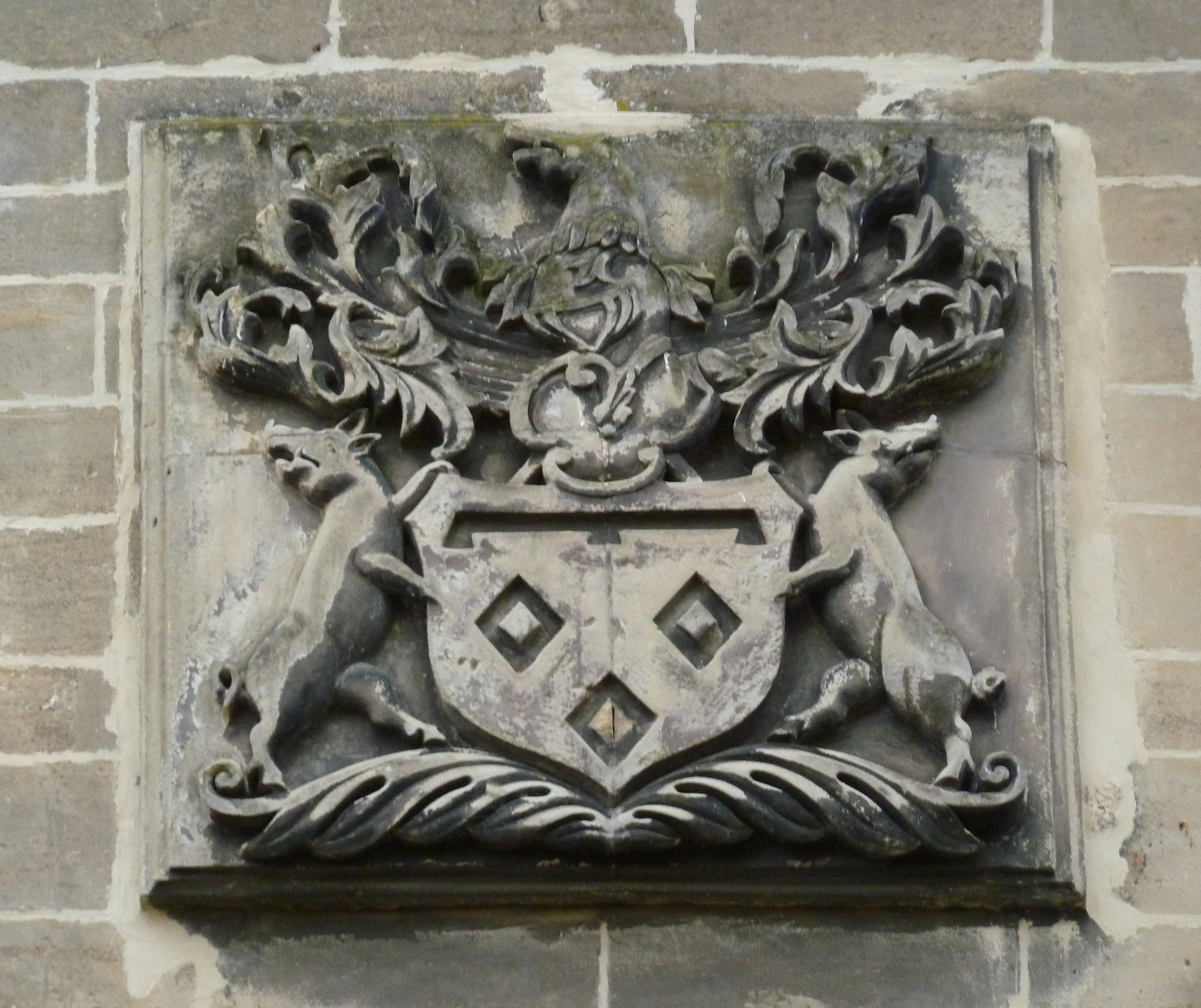
Wapensteen Van Panhuys boven de poort van kasteel Haeren in Voerendaal

Het kasteel Haeren in Voerendaal, dat de familie Van Panhuys vanaf 1770 als zomerverblijf bewoonde, bevindt zich min of meer in dezelfde staat als ten tijde van Van Panhuys, met uitzondering van de kasteeltuin. Na zijn dood ging het kasteel over op zijn zoon Johan Cornelis, daarna op diens zoon Eugène François Auguste van Panhuys. In 1882 werd het verkocht aan de Maastrichtse advocaat Eugène van Oppen. Ook de hoeve Lindelauf uit 1724, die hij in 1770 verwierf, en de hoeve Ten Hove uit 1714, sinds 1786 in bezit van Van Panhuys, zijn min of meer in achttiende-eeuwse staat bewaard gebleven. Al deze bezittingen in Voerendaal zijn rijksmonumenten.
Op het landgoed Haeren ligt ten zuidoosten van het kasteel een door een ringsloot omgeven eiland waarop zich een grafkelder bevindt uit 1806. Het grafeiland werd door Van Panhuys aangelegd kort na het overlijden van zijn echtgenote. Het feit dat Van Panhuys hier begraven wilde worden, geeft aan hoe verknocht hij was aan Haeren. Het eiland is 17 are groot en begroeid met bomen. De grafkelder meet 7 x 8 meter, is 180 cm hoog en bevat twintig grafnissen. Welke leden van de familie hier begraven zijn, is slechts ten dele bekend. In 1920 richtten grafschenners vernielingen aan, waarbij de sluitstenen van de grafnissen kapot geslagen werden. In 1946 waren er nog enkele brokstukken te vinden, waaruit bleek dat in elk geval Willem Hendrik van Panhuys en zijn kleinzoon Eugène François Auguste van Panhuys (1811-1878) hier begraven zijn. Bij de verkoop van het kasteel in 1882 werd het grafeiland met de kelder buiten de verkoopovereenkomst gehouden. Het grafeiland is later in erfpacht gegeven aan de Gemeente Voerendaal; de kelder is nog steeds eigendom van de familie Van Panhuys. In 1991 is de grafkelder gerestaureerd en ingericht tot overwinteringsplaats voor vleermuizen.

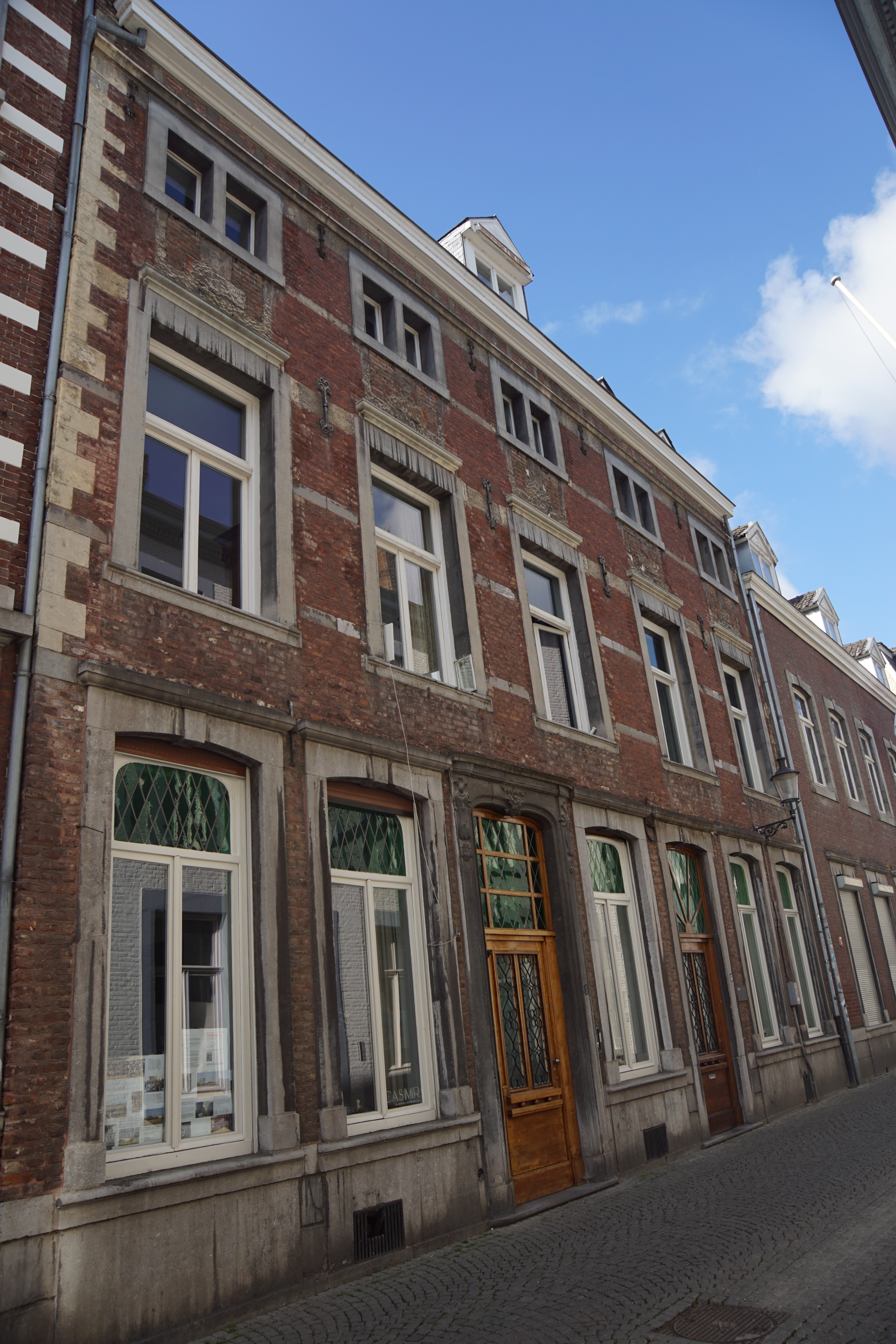
Cortenstraat 3-5, Maastricht
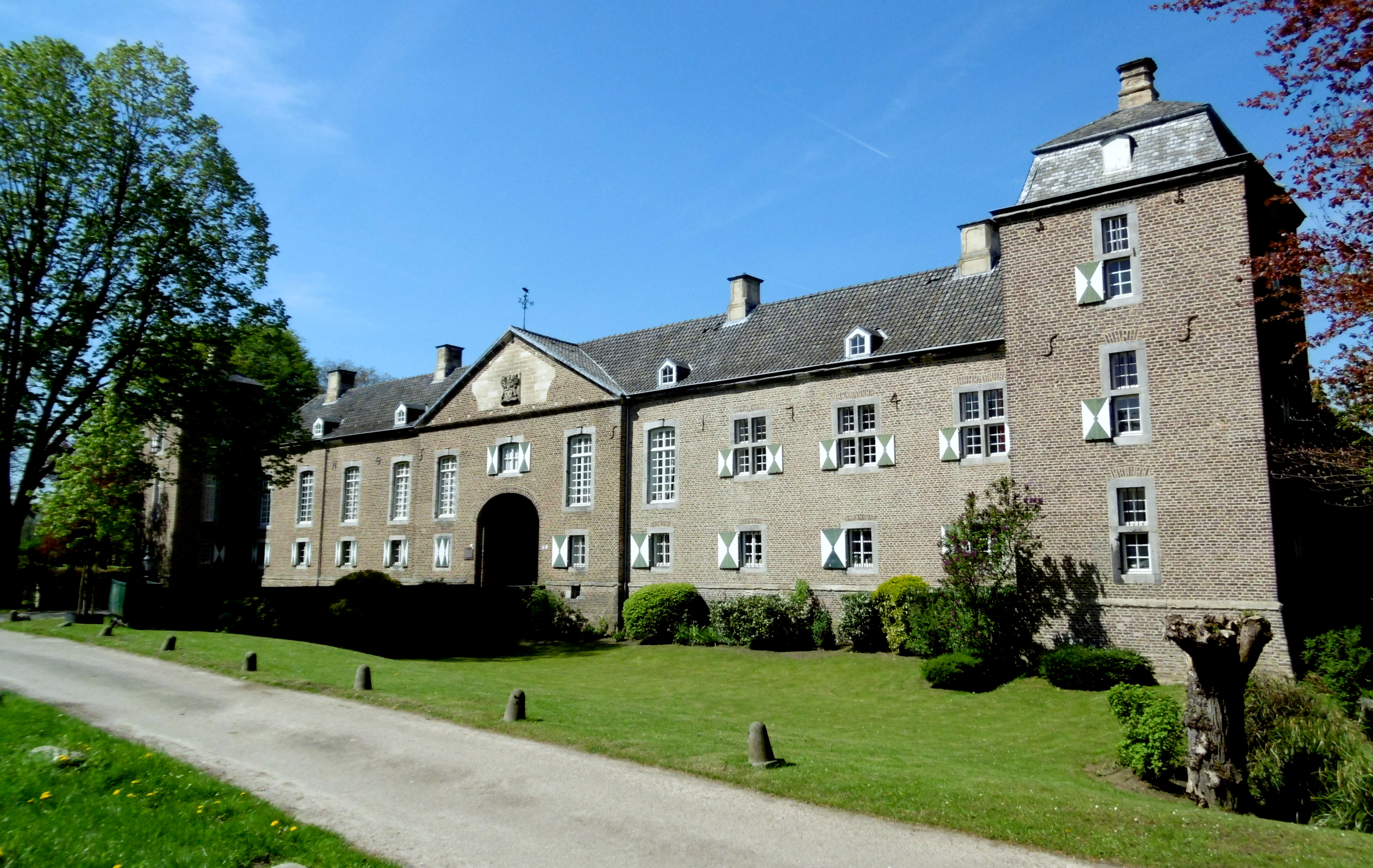
Kasteel Haeren, Voerendaal
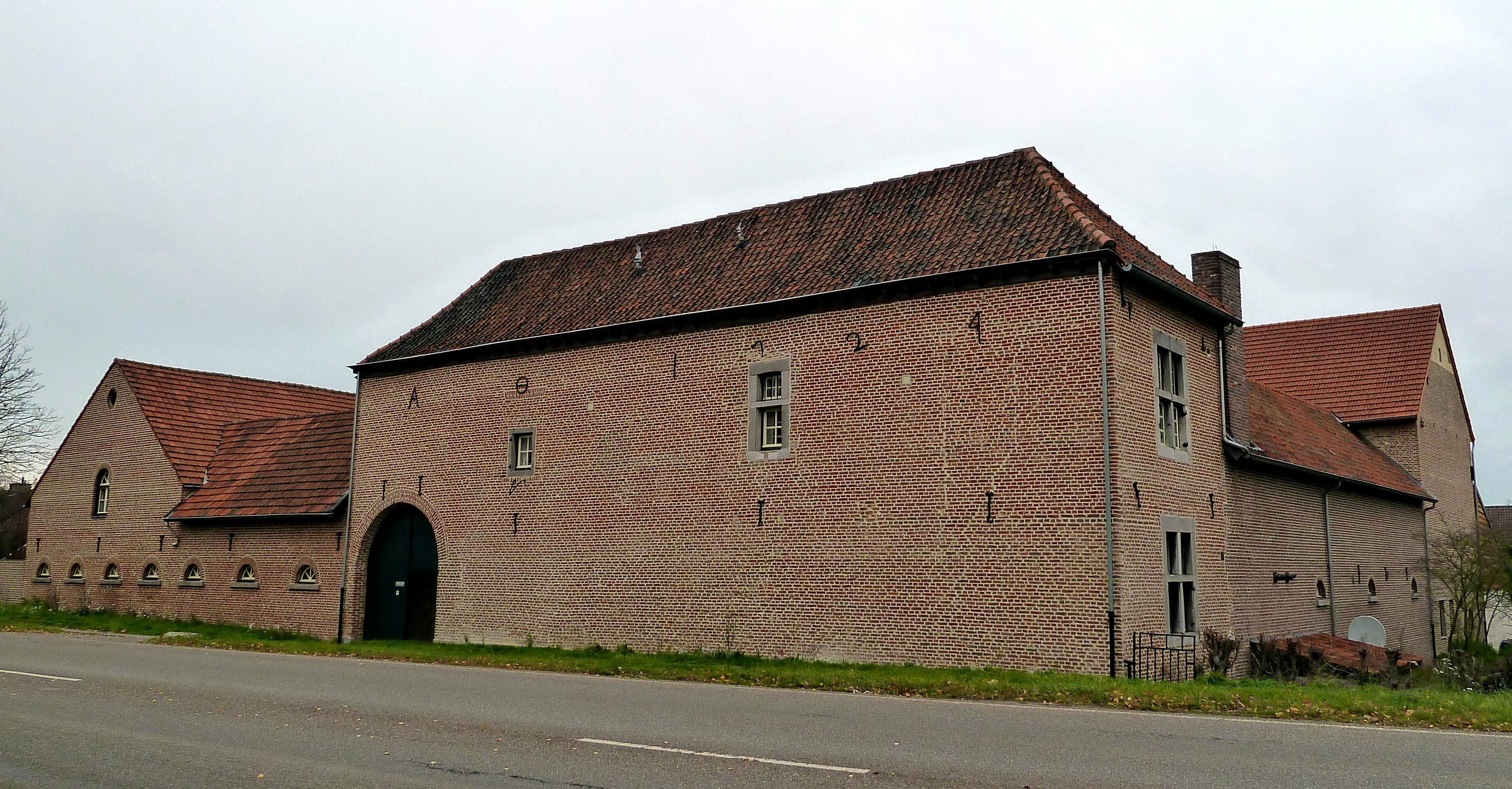
Hoeve Lindelauf, Voerendaal
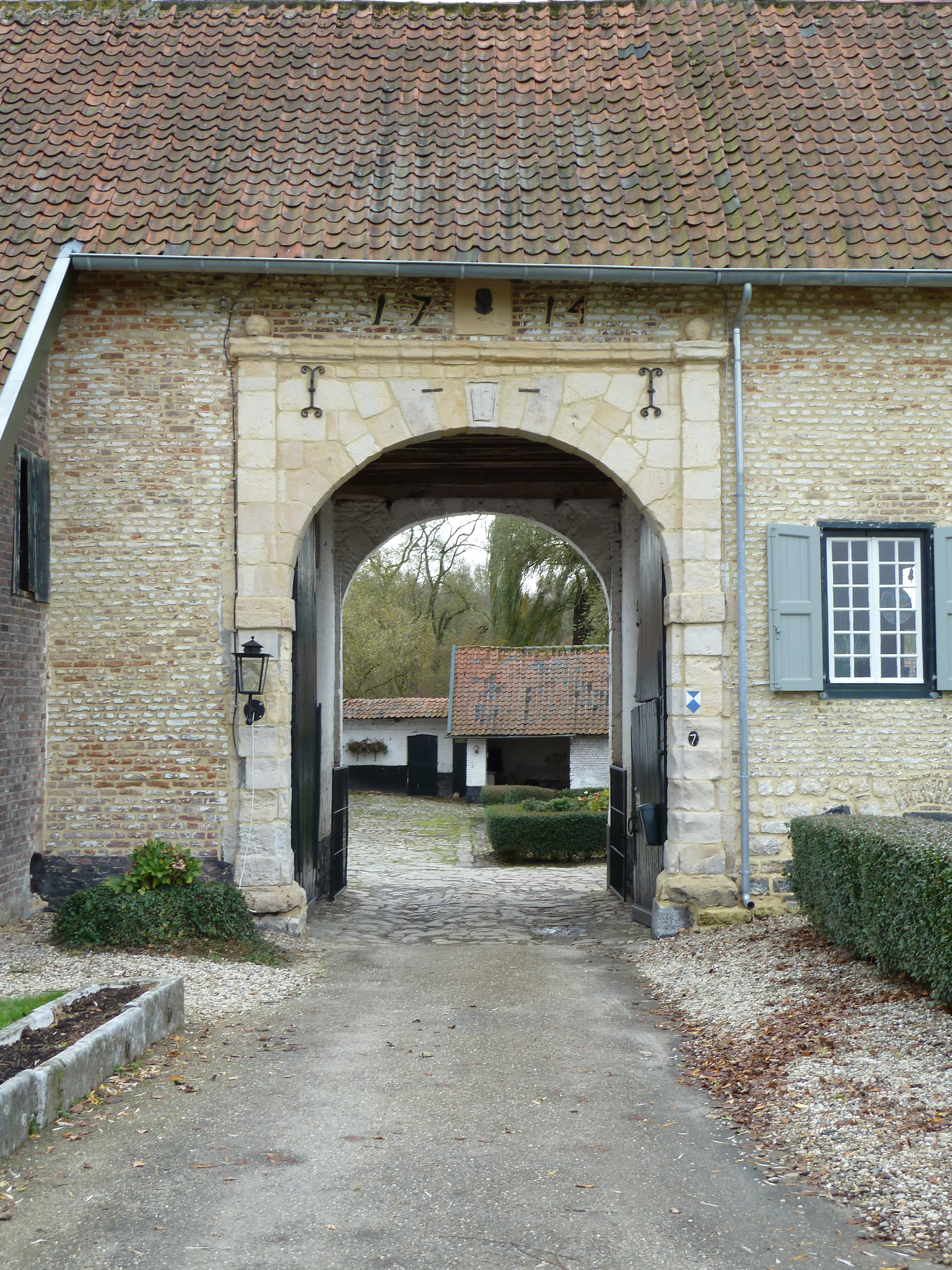
Hoeve Ten Hove, Voerendaal

### Overige nalatenschap
Het grootste deel van het archief van de familie Van Panhuys, waaronder de stukken die betrekking hebben op Willem Hendrik van Panhuys en Angela Cornelia Orizandt, bevindt zich sinds 1952 in het Nationaal Archief in Den Haag.
In de wijk Wittevrouwenveld in Maastricht-Oost bevindt zich sinds 1947 een Schepen Van Panhuysstraat, maar deze zou genoemd zijn naar Frans van Panhuys (1776-1848), een neef van Willem Hendrik, die van 1815 tot 1841 schepen van Maastricht was. Overige Van Panhuysstraten in Nederland, het Van Panhuyskanaal en de Van Panhuysbrug zijn naar andere leden van het geslacht genoemd.